# 鍾丁先
鍾丁先（1613年—1672年），字后觉、南山，号忏云，广东紫金县苏区镇永先村人。明末解元。
崇祯十五年（1642年）广东乡试第一名举人（解元）。次年上京会试，至河南，被李自成所阻，只得返乡。桂王时任参议，翌升广东按察司副使，在汀州、惠州、班固山等地抗清十余年。南明灭亡后削发为僧，先后在紫金石寿庵、彼岸庵隐居。康熙十一年（1672），在彼岸庵去世。
1987年，鍾丁先解元墓被公布为紫金县文物保护单位。